# Munshausen (kommun)
Kommunen Munshausen (franska: Commune de Munshausen, luxemburgiska: Gemeng Munzen, tyska: Gemeinde Munshausen) var en kommun i kantonen Clervaux i norra Luxemburg. Kommunen hade 1 104 invånare (2011), på en yta av 25,67 km². Den 5 december 2011 slogs kommunen samman med kommunerna Clervaux och Heinerscheid för att bilda den nya kommunen Clervaux. Kommunen Munshausen omfattade huvudorten Munshausen samt orterna Drauffelt och Marnach.